# Mike Lockwood
Michael John Lockwood (25 de agosto de 1971 - 6 de novembro de 2003) foi um profissional de wrestling; ficou mais conhecido por trabalhar na World Wrestling Federation e na WWE, com o ring name de Crash Holly e (kayfabe) primo de Molly Holly e Hardcore Holly.

## Carreira
Formou dupla com Hardcore Holly, tag team que se chamou Holly Cousins.  Juntos, conquistaram por 1 time o WWF Tag Team Championship. Mas a especialidade de Holly era em lutas no estilo Hardcore.
Foram nada mais do que 22 reinados do título WWE/F Hardcore Championship, o segundo maior número de reinados (apenas atrás de Raven, com 27 reinados). Além disso, venceu o Light Heavyweight e o European uma vez cada.
Ficou de 1988 até 1998 em circuitos independentes de wrestling até que em 1999, ele ficou conhecido por estar na World Wrestling Federation, nome que mudou em 2002 para WWE.
Os seus finishers eram o Crash DDT, Crash Landing e Crash Course. Era um lutador muito querido pela maioria dos lutadores. Morreu, infelizmente, em 6 de novembro de 2003.

## Morte
Lockwood foi encontrado morto em 6 de novembro de 2003, pelo seu irmão John, sua esposa Christeena e sua filha Patricia, com a idade de 32 anos. Lockwood morreu na casa de seu amigo Stevie Richards. Foi encontrado com vômito em torno de sua cara; frascos vazios da medicação e ele tinha consumido parte de álcool de um vidro. Há pouco tempo, ele tinha recebido papéis de divórcio de sua esposa. A causa da morte foi governada como se sufocar com seu próprio vômito, mas mais tarde foi oficialmente considerada suicídio.